# Lusèg
Lusèg (en francès Luzech) és un municipi francès situat al departament de l'Òlt i a la regió d'Occitània.
El municipi té Lusèg com a capital administrativa, i també compta amb els agregats de lo Fossau, Camin, Fontcava, Fajas, Miran i Caís.

## Demografia
| 1962                                       | 1968  | 1975  | 1982  | 1990  | 1999  | 2007  |
| ------------------------------------------ | ----- | ----- | ----- | ----- | ----- | ----- |
| 1.181                                      | 1.286 | 1.526 | 1.580 | 1.543 | 1.647 | 1.770 |
| Des de 1962: població sense dobles comptes |       |       |       |       |       |       |

## Administració
| Període   | Identitat         | Partit |
| --------- | ----------------- | ------ |
| 1989-2001 | Henri Castagnède  | PRG    |
| 2001-     | Jean-Claude Baldy | PRG    |